# Royal Charles (Schiff, 1656)
Die Royal Charles war ein Linienschiff 1. Ranges der englischen Marine, das zwischen 1656 und 1667 in Dienst stand.

## Geschichte
Nach Ende des Ersten Englisch-Niederländischen Seekrieges, aus welchem der Commonwealth of England siegreich hervorgegangen war, wurde am 3. Julijul. / 13. Juli 1654greg. durch dessen Staatsrat ein Bauprogramm für die eigene Marine beschlossen, das unter anderem den Bau von vier Kriegsschiffen des 2. Ranges mit 60 Kanonen (London, Naseby, Dunbar und Richard) vorsah. Drei Aufträge wurden an die Marinewerften in Chatham, Woolwich (London) und Deptford (London) durch die Admiralität am 3. Augustjul. / 13. August 1654greg. vergeben, der der Richard erfolgte erst 1656. Kurze Zeit später wurde beschlossen, dass eines der Schiffe dem 1. Rang angehören sollte und, da die Marinewerft Woolwich dafür als am geeignetsten angesehen wurde, der bei ihr liegende Bauauftrag geändert.
Die spätere Naseby, benannt nach der Entscheidungsschlacht des englischen Bürgerkrieges, wurde durch den Schiffbauer Peter Pett entworfen und ab 1654 in Woolwich gebaut. Der Stapellauf erfolgte am 12. Apriljul. / 22. April 1655greg. und die Indienststellung im Folgejahr.
Nach der Restauration wurde sie in Royal Charles umbenannt und war das Schiff, das König Karl II. 1660 zurück nach England brachte. Kapitän der Fahrt war damals Sir Edward Montagu.
Als Royal Charles nahm sie am zweiten Englisch-Niederländischen Krieg teil. 1665 kämpfte sie unter dem Kommando von Lord High Admiral James Stuart, Duke of York in der Seeschlacht bei Lowestoft. Ihr Kapitän war Sir William Penn. Vermutlich war sie es, die während dieser Schlacht das niederländische Flaggschiff Eendracht versenkte. 1666 war an der Viertageschlacht und der Schlacht am Tag des St. James beteiligt.
1667 wurde der englische Nationalstolz bei dem Überfall im Medway stark beschädigt, als die niederländische Flotte in die Themse und den Medway eindrang, die Royal Charles kaperte und sie mit großem Geschick nach Hellevoetsluis in die Niederlande verschleppten. Die Niederländer stellten sie nicht in ihre Dienste, weil sie zu viel Tiefgang hatte, um sie allgemein an der niederländischen Küste zu verwenden. Sie diente als Touristenattraktion, bis dies aufgrund von Protesten von Karl II. eingestellt wurde. 1673 wurde sie zum Ausschlachten versteigert.
Ihr Heckteil aus Holz, der das königliche Wappen aus einem Löwen und einem Einhorn mit einer weißen Fahne zeigt, wird im Rijksmuseum in Amsterdam ausgestellt.
Im Sjöhistoriska museet in Stockholm wird ein Modell aufbewahrt, das als ein zeitgenössisches Modell der Naseby angesehen wird. Vermutlich wurde es von Francis Sheldon, einem englischen Schiffbaumeister, als Präsent bei seiner Übersiedelung nach Schweden mitgenommen oder extra dafür angefertigt.
1673 wurde eine neue Royal Charles vom Stapel gelassen. Es gab auch noch weitere Schiffe des Namens Royal Charles, so ein 56-Kanonen-Schiff, das 1666 von den Niederländern vor Calais erobert wurde.

## Abbildungen

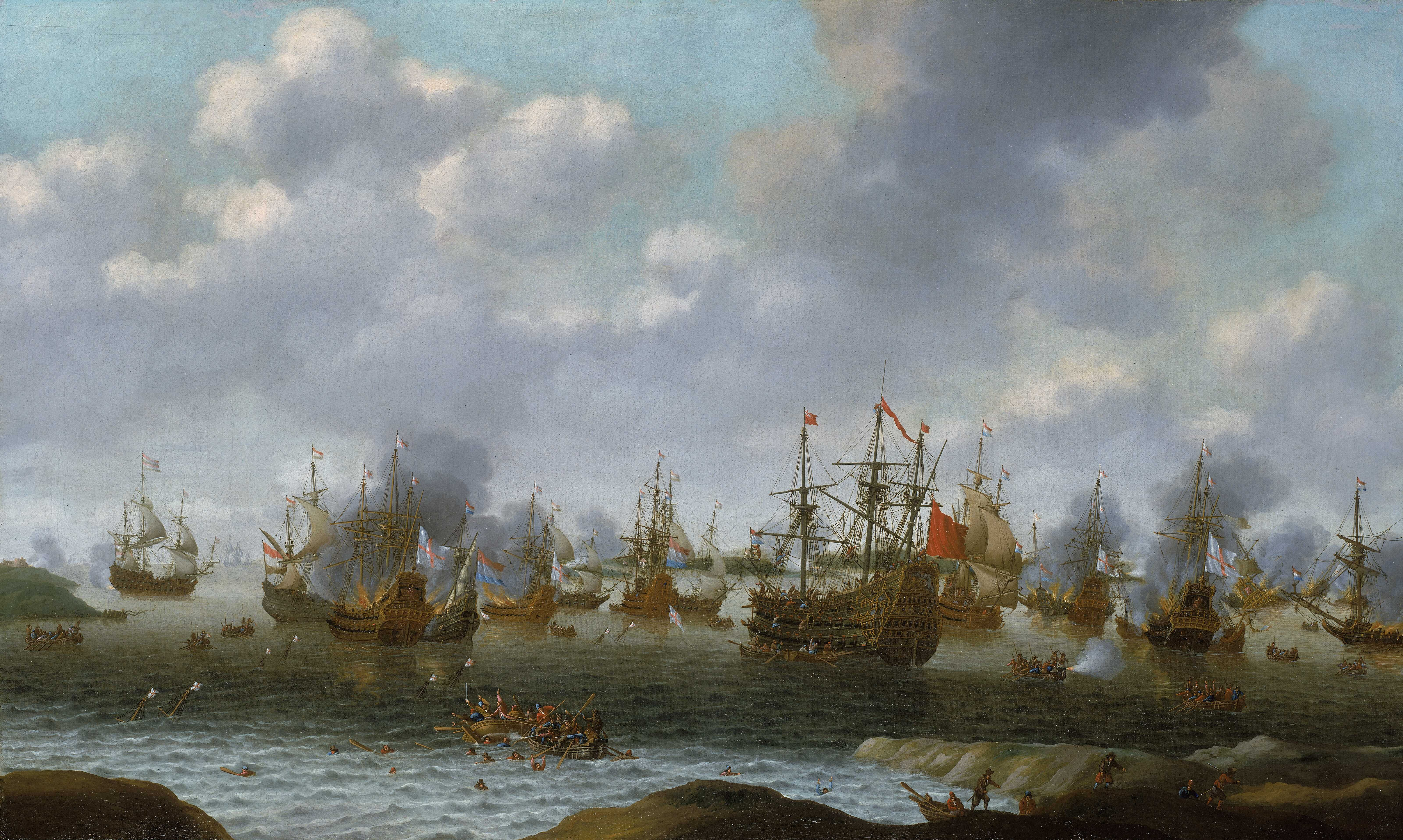
Gemälde Niederländischer Angriff auf dem Medway, Juni 1667
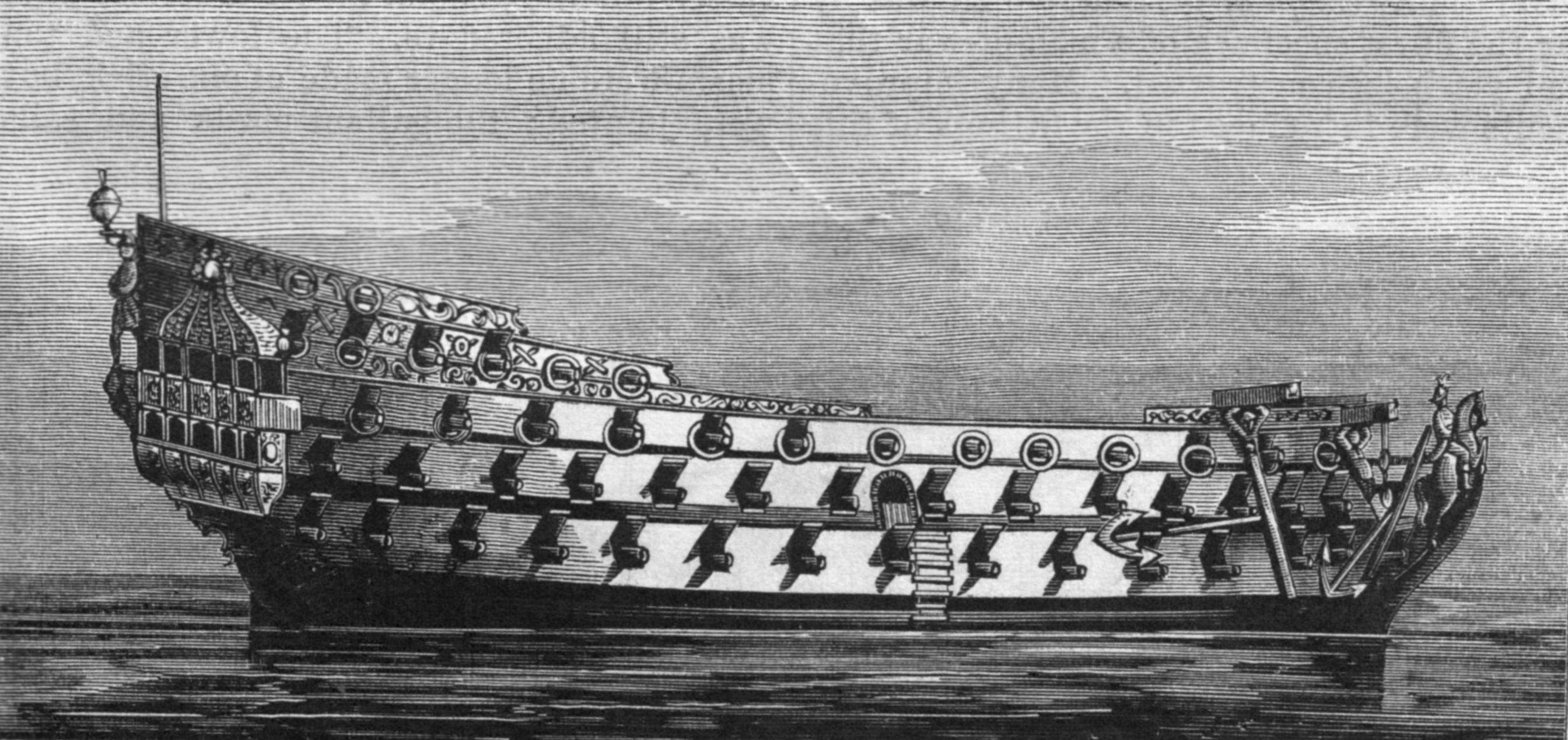
Die Royal Charles nach einem Stich in Harpers Magazine von 1872
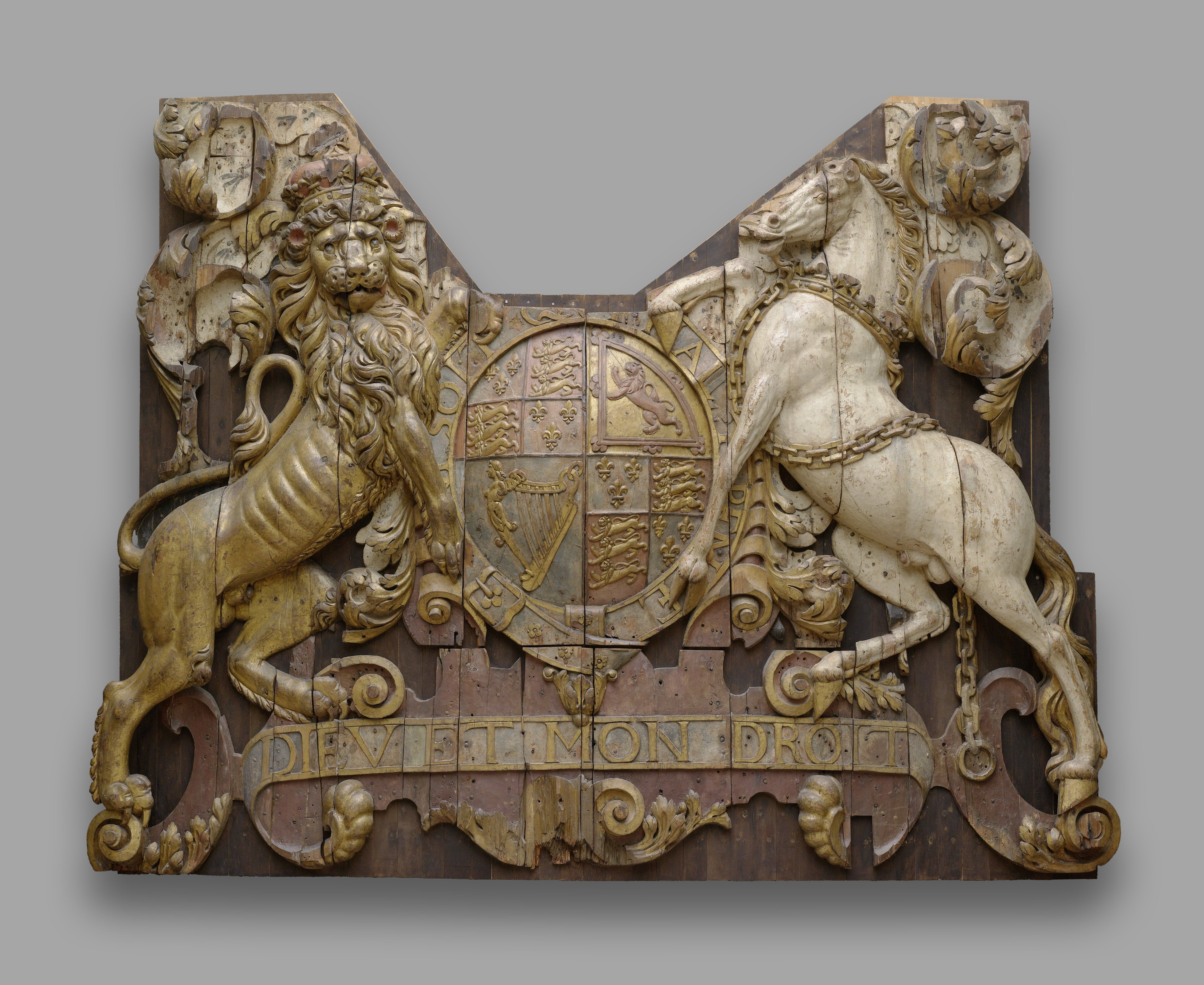
Teil des Heckspiegels im Reichsmuseum Amsterdam